# Рубаново (Сумская область)
Рубаново (укр. Рубанове) — упразднённое село, Русановский сельский совет, Липоводолинский район, Сумская область, Украина.
Население по данным 1984 года составляло 70 человек.
Село упразднено в 1994 году.

## Географическое положение
Рубаново находится на правом берегу реки Ольшана, выше по течению на расстоянии в 3 км расположено село Червоногорка, ниже по течению на расстоянии в 2 км расположено село Русановка.

## История
- 1994 — село упразднено[1].